# Villa Palacios (Mâcon)
La villa Palacios est une habitation située rue des Lilas à Mâcon, dans le département français de Saône-et-Loire.

## Histoire
Elle est inscrite aux monuments historiques depuis le 28 mai 2024.